# La Mezquita
La Mezquita (en gallego, A Mezquita) es un municipio español situado en el extremo suroriental de la provincia de Orense, comunidad autónoma de Galicia, que ocupa 104 km² y pertenece a la comarca de Viana.

## Límites
Sus límites son: al oeste, el municipio de La Gudiña; al norte, el de Viana del Bollo; al nordeste y este, la provincia de Zamora (en Castilla y León), y al sur, Portugal (distrito de Braganza). 
| Noroeste: La Gudiña | Norte: Viana del Bollo y Pías (Zamora) | Noreste: Pías (Zamora) y Lubián (Zamora)    |
| Oeste: La Gudiña    |                                        | Este: Lubián (Zamora) y Hermisende (Zamora) |
| Suroeste: Portugal  | Sur: Portugal                          | Sureste: Portugal                           |

## Geografía
Integrado en la comarca de Viana, se sitúa a 114 kilómetros de la capital provincial. El término municipal está atravesado por la autovía de las Rías Bajas A-52 entre los pK 112 y 119, además de por la carretera N-525 que discurre paralela a la autovía.  
El relieve del municipio es predominantemente montañoso, entre cuyas elevaciones discurren numerosos arroyos y pequeños ríos tributarios del Duero portugués. Las mayores elevaciones se encuentran al norte del municipio, en la Serra do Canizo (noroeste) y cerca del límite con la provincia de Zamora (noreste), destacando el pico Chao do Porco (1470 m). Por el sur, en el límite con Portugal, destaca la Serra de Esculqueira, con el pico Serro (1128 m), y en el límite con Zamora y Portugal, las cumbres conocidas como O Penedo dos Tres Reinos (1126 m). La altitud del municipio oscila entre los 1640 metros, cerca de la cumbre del Aguallal, ya en la provincia de Zamora, y los 768 metros junto al río de Cádavos. El pueblo se alza a 989 metros sobre el nivel del mar.  
La Mezquita y las zonas adyacentes a ella experimentan un clima muy riguroso en invierno, con constantes heladas y duraderas bajas temperaturas, por lo que este conjunto geográfico ha recibido el nombre de A Mezquita das Frieiras.

## Historia

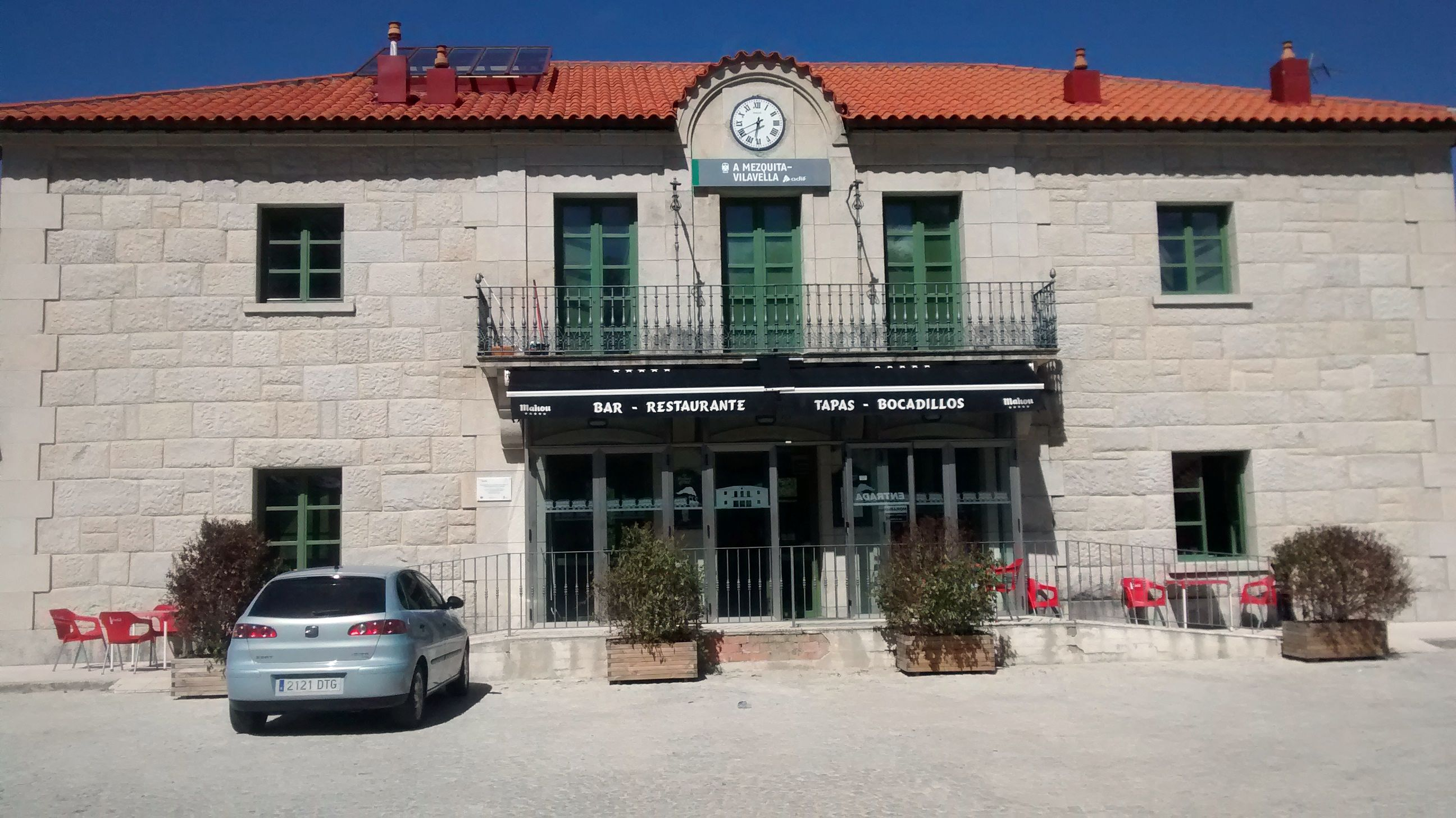
El municipio cuenta con una estación de ferrocarril reconvertida en restaurante

La historia de La Mezquita va unida ya desde el megalítico a la del norte de Portugal y a la de Sanabria, con las cuales compartió su cultura predominante de vida pastoril.
El período romano, este territorio fue administrado por el gobierno del Conventus Bracarensis, con capital en el Municipium Bracara Augusta (actual Braga), estando el territorio noroccidental bajo la administración del Conventus Asturicensis, con capital en el Municipium Asturica Augusta (actual Astorga). 
En la época medieval, La Mezquita fue parte de las tierras de los condes de Monterrey y de los Pimentel de Benavente. Junto con Cádavos, A Esculqueira, Manzalvos, O Pereiro e Santigoso, pasó a formar parte de un señorío real del cual la villa de A Vilavella fue la cabecera. La actual parroquia de Chaguazoso era señorío del conde de Amarante, en tanto que la iglesia y la (casa-palacio) de Mezquita estaban entre las posesiones de los marqueses de Láncara.
Al igual como ha sucedido con tantos municipios gallegos, así como se despuebla La Mezquita, en paralelo aumenta la población de vecinos de estos lugares y sus descendientes que habitan en otras tierras. Así, en Chile, por ejemplo, viven varios centenares de hijos, nietos y bisnietos de personas que emigraron desde este lugar. Solamente de vecinos de la parroquia de Chaguazoso (ver fotos), descienden hoy día cerca de 400 chilenos que habitan, de preferencia, en Santiago de Chile.

## Geografía humana

### Demografía
Cuenta con una población de 1006 habitantes (INE 2024).
| Gráfica de evolución demográfica de A Mezquita entre 1842 y 2023 |
| |
| Población de derecho según los censos de población del INE Población de hecho según los censos de población del INEEn estos censos se denominaba Mezquita: 1842, 1857 y 1860 En estos censos se denominaba Mezquita, La: 1877, 1887, 1897, 1900, 1910, 1920, 1930, 1940, 1950, 1960, 1970 y 1981 |

### Organización territorial
El municipio está formado por doce entidades de población distribuidas en diez parroquias:
- A Canda (San Antón)
- Cádavos (Santa María Magdalena)[9]
- Castromil (Nuestra Señora de la Encarnación)[10]
- Chaguazoso (Santiago)
- Esculqueira[7] (Santa Eufemia)[11][12][13]
- La Mezquita[7] (San Martín)[2]
- Manzalvos (Santa María)
- Pereiro[7](San Pedro)[14][15]
- Santigoso (San Simón)
- Villavieja[7] (Santa María)[16]

## Corporación municipal
| Resultado elecciones municipales del 28 de mayo de 2023 en A Mezquita |       |            |            |
| Nombre                                                                | Votos | Porcentaje | Concejales |
| Bloque Nacionalista Galego                                            | 308   | 51.59%     | 5          |
| Partido Popular de Galicia                                            | 216   | 36.18%     | 3          |
| Partido dos Socialistas de Galicia                                    | 63    | 10.55%     | 1          |

El alcalde de La Mezquita es el Sr. Rafael Pérez Vázquez, del BNG que revalidó el cargo tras las elecciones locales del año 2023.